# 南沙伴溢蛤
南沙伴溢蛤（学名：Laubiericoncha nanshaensis），是帘蛤目囊螂科的一种。舊屬伴溢蛤屬，今屬Laubiericoncha屬。

## 分佈及棲息地
於南沙群島硫含量豐富的2626米深水環境中發現。